# Assabah (Maroc)
Pour les articles homonymes, voir Assabah.
Assabah est un journal marocain arabophone basé à Casablanca et fondé en mars 2000 ,. Il est fondé par Abdelmounaïm Dilami .
Sa ligne éditoriale est généraliste et parfois populiste. L'Economiste est une filiale du groupe Eco-Medias, qui possède également Atlantic Radio et l'Economiste.
Il est détenu par l'homme d'affaires Zouheir Bennani (Label Vie - Carrefour Maroc, Aradei Capital, Burger King Maroc) et son associé Nader Mawlawi.

## Présentation

### Présentation du journal
Assabah est fondé en mars 2000 à Casablanca par Abdelmounaim Dilami. Son premier rédacteur en chef est le soudanais Talha Jibril, longtemps chef du bureau d’Acharq Al Awsat à Rabat.
Le journal est la propriété du groupe Éco-Médias, qui contrôle également :
- l’Économiste
- Atlantic Radio
- Le journal arabophone Assabah.
- L’École privée de journalisme ESJC
- L'imprimerie Ecoprint

Assabah est un quotidien parait du lundi au samedi en grand format (50H x 36L). Ses rubriques sont diverses : politique, économie, faits de société, sport, arts et culture. Assabah est la deuxième,, publication arabophone du Maroc en termes de ventes.

### Polémiques
Le journal est parfois mis en cause pour avoir publié des fausses informations et pour une ligne éditoriale trop sensationnaliste.

### Évolution de l'actionnariat
Voilà son actionnariat en 1996 :
| Actionnariat du groupe Eco-Medias en 1996                                                    | %     |
| -------------------------------------------------------------------------------------------- | ----- |
| Marie Therese Bourrut Dilami connue sous le nom "Nadia Salah" (directrice de rédaction)      | 15 %  |
| Abdelmounaïm Dilami (PDG d'Éco-Médias)                                                       | 9,5 % |
| Khalid Belyazid (Directeur général d'Éco-Médias)                                             | 3,5 % |
| Nassredine EL AFRIT                                                                          | 7,5 % |
| Moulay Hafid EL ALAMY                                                                        | 9,5 % |
| Abderrahmane SAAÏDI - Ancien Ministre de la Privatisation puis directeur général de la SAMIR | 9,1 % |
| Global Communication. Filiale de l'entreprise royale SNI.                                    | 9,5 % |
| Sopar (holding de la famille Kettani)                                                        | 4,5 % |
| Afriquia (filiale du groupe Akwa de Aziz Akhenouch)                                          | 5 %   |
| Kat (famille Ouazzani)                                                                       | 9,5 % |
| Sunergia (entreprise d'études de marché)                                                     | 9,5 % |
| Attijari Capital Risque                                                                      | 7,5 % |

Après la mort de Hassan II, la famille Dilami augmente sa part dans l'actionnariat de l'entreprise et contrôle désormais la majorité des actions et voit l'entrée dans l'actionnariat de l'homme d'affaires français Jean Claude Martinet.
| Actionnariat du groupe Eco-Medias en 2009                                                                            | %      |
| --- | ------ |
| Marie Therese Bourrut Dilami , connue sous le nom "Nadia Salah" (directrice de rédaction)                            | 31,3 % |
| Abdelmounaïm Dilami (PDG d'Éco-Médias)                                                                               | 29,2 % |
| Khalid Belyazid (Directeur général d'Éco-Médias)                                                                     | 3,5 %  |
| AIXOR. Entreprise de gestion des valeurs mobilières détenue par Jean Luc Martinet délégué national de l'UMP au Maroc | 10,3 % |
| Global Communication. Filiale de l'entreprise royale SNI.                                                            | 10,3 % |
| Sunergia (entreprise d'études de marché et de sondages détenue par Nader Mawlawi)                                    | 10,3 % |
| SOPAR (holding de la famille Kettani)                                                                                | 4,9 %  |

#### Vente en 2020 à Zouheir Bennani et Nader Mawlawi
Lors de l'été 2020, le couple Dilami vend 71% du capital du groupe Eco-Médias à Trispolis, un holding financier détenu principalement par Zouheir Bennani (Label' Vie, Carrefour Maroc, Burger King) et l'homme d'affaires libanais Nader Mawlawi (Sunergia).
| Actionnariat du groupe Eco-Medias en 2020                                                                            | %      |
| --- | ------ |
| Trispolis (Zouheir Bennani et Nader Mawlawi)                                                                         | 71%    |
| Global Communication (Filiale de la holding royale Al Mada)                                                          | 10,3%  |
| Khalid Belyazid (Directeur général d'Éco-Médias)                                                                     | 3,5 %  |
| AIXOR. Entreprise de gestion des valeurs mobilières détenue par Jean Luc Martinet délégué national de l'UMP au Maroc | 10,3 % |
| Sopar (holding de la famille Kettani)                                                                                | 10,3 % |

Assabah est disponible sur l’ensemble du territoire marocain à travers 3 000 points de vente et sa diffusion est assurée par Sapress,

## Procès en justice
Le journaliste Khalid Attaoui a été arrêté par la police lors d'une perquisition jeudi 29 juillet 2010 dans les locaux du journal Assabah. La police a convoqué dans la même journée Khalid El Horri, rédacteur en chef d'Assabah, au siège de la "Brigade nationale de police judiciaire". Selon une enquête menée par l’Economiste, cette arrestation serait liée à un article d’Assabah dévoilant des informations sur le Conseil supérieur de la magistrature.